# 天童市立第三中学校
天童市立第三中学校（てんどうしりつ だいさんちゅうがっこう、英: Tendo Civic 3rd Junior High School）は、山形県天童市にある公立中学校。略称は天三（てんさん）、天童三中、天童市内では三中（さんちゅう）とも呼ばれている。

## 概要
天童市内の4つの小学校区（蔵増小・高擶小・寺津小・長岡小）から編成されている。天童市中心部から西へ約3㎞のところにある。

## 学区
- 天童市立長岡小学校
- 天童市立高擶小学校
- 天童市立蔵増小学校
- 天童市立寺津小学校

## 沿革
- 1969年（昭和44年）4月1日 - 開校
- 1992年（平成4年）4月1日 - 天童市立第四中学校が分離開校

## 生徒数
| 年度 | 男子 | 女子 | 計  |
| ---- | ---- | ---- | --- |
| 2011 | 226  | 244  | 470 |
| 2010 | 227  | 241  | 468 |
| 2009 | 245  | 231  | 476 |
| 2008 | 261  | 267  | 528 |
| 2007 | 281  | 269  | 550 |
| 2006 | 280  | 275  | 555 |
| 2005 | 287  | 275  | 562 |
| 2004 | 308  | 261  | 569 |
| 2003 | 319  | 269  | 588 |
| 2002 | 325  | 274  | 599 |
| 2001 | 326  | 299  | 625 |
| 2000 | 318  | 324  | 642 |

## 校章
三つの翼と真ん中にある「中」で、「天童三中」をかたどり、知識・友情・勇気の若鷲がしっかりスクラムを組み、真理を求めて大空へ飛躍する姿を表している。

## 所在地
- 山形県天童市大字矢野目1285